# Cal Rei (Verges)
Cal Rei és un mas prop de l'església de Sant Pere de la Vall dins del petit nucli de la Vall, al terme de Verges (Baix Empordà) declarat bé cultural d'interès nacional. Cal Rei és format per una torre i un habitatge annex. Sembla que la torre és la part més antiga del conjunt de Can Rei, bastida en els segles XIV-XV. La masia és el resultat de diverses intervencions posteriors, encara que l'obra principal correspon al segle xviii. La torre és de planta rectangular i presenta aparell irregular i carreus als angles. Conserva encara una porta d'arc de mig punt, adovellada, i espitlleres. La coberta és de teula a un vessant. L'habitatge és constituït per un conjunt de cossos que s'han anat afegint segons les necessitats de funcionament de l'explotació agropecuària de la finca. Bàsicament, els cossos es distribueixen a l'entorn d'un edifici principal, de planta rectangular amb coberta de teula a dos vessants, de dos pisos i amb terrassa. Les obertures de tot el conjunt són, en general, allindanades.